# Edmund Żochowski (nauczyciel)
Edmund Jan Żochowski (ur. 17 czerwca 1898, zm. 20–22 kwietnia 1940) – nauczyciel, porucznik piechoty rezerwy Wojska Polskiego, ofiara zbrodni katyńskiej.

## Życiorys
Urodził się w rodzinie Mariana i Marii. Uczestniczył w wojnie polsko-bolszewickiej. Podczas działań wojennych został ranny pod Połockiem. W 1923 został przeniesiony do rezerwy. W cywilu uczęszczał do Seminarium Nauczycielskiego w Wymyślinie, które ukończył w 1925 roku. Następnie podjął pracę jako nauczyciel w Piekarach Śląskich. Na stopień podporucznika został mianowany ze starszeństwem z 1 lipca 1925 i 1227. lokatą w korpusie oficerów rezerwy piechoty. Posiadał przydział w rezerwie do 75 pułku piechoty. Na stopień porucznika został mianowany ze starszeństwem z 19 marca 1939 i 591. lokatą w korpusie oficerów rezerwy piechoty.
W czasie kampanii wrześniowej 1939 dostał się do sowieckiej niewoli. Przebywał w obozie w Kozielsku. Między 20 a 22 kwietnia 1940 został zamordowany przez funkcjonariuszy NKWD w Katyniu i tam pogrzebany. Od 28 lipca 2000 spoczywa na Polskim Cmentarzu Wojennym w Katyniu.
5 października 2007 minister obrony narodowej Aleksander Szczygło mianował go pośmiertnie na stopień kapitana. Awans został ogłoszony 9 listopada 2007, w Warszawie, w trakcie uroczystości „Katyń Pamiętamy – Uczcijmy Pamięć Bohaterów”.
Edmund Żochowski został upamiętniony 22 maja 2009 przez młodzież Zespołu Szkół im. Waleriana 
Łukasińskiego w Skępem (Wymyślinie) poprzez posadzenie  Dębu Pamięci.

## Odznaczenia
- Krzyż Walecznych[1]
- Krzyż Kampanii Wrześniowej 1939 r. - 1 stycznia 1986 (pośmiertnie)[6]